# بيزو دي كلارو
بيزو دي كلارو (بالإنجليزية: Pizzo di Claro)‏ هو أحد جبال سلسلة جبال الألب ليبونتيني ويقع في كانتون غراوبوندن/كانتون تيسينو في سويسرا. يحتل المرتبة رقم 288 في قائمة جبال سويسرا من حيث الارتفاع، إذ يبلغ ارتفاعه حوالي 2727 متر، بينما يبلغ ارتفاع نتوء الجبل 361 متر.